# 構造デザイン賞
日本構造デザイン賞は、優れた構造デザイン・建築構造設計を行った構造家に贈られる賞。

## 概要
松井源吾賞を継承し、松井源吾の妻が引き継ぎ、2006年から発足した表彰システムで、日本建築構造技術者協会が主催するJSCA賞とともに、日本で開催される建築構造分野の代表的な顕彰である。第3回（2008年）からは「松井源吾特別賞」が設けられ、構造家としての活動が社会的、文化的功労の観点から顕著な個人に対し顕彰している。

## 歴代受賞作品・受賞者
| 受賞回           | 賞             | 受賞者（所属）                                            | 受賞作品                                                                                 | 建築設計                                                                                 |
| ---------------- | -------------- | --------------------------------------------------------- | ---------------------------------------------------------------------------------------- | ---------------------------------------------------------------------------------------- |
| 第13回（2018年） | 作品賞         | 谷川充丈（ARUP）                                          | NICCAイノベーションセンター                                                              | 小堀哲夫                                                                                 |
| 第13回（2018年） | 作品賞         | 山脇克彦（山脇克彦建築構造設計（北海道日建設計））        | 籤 -HIGO-                                                                                | 中山眞琴                                                                                 |
| 第13回（2018年） | 松井源吾特別賞 | ヴェルナー・ゾベック（シュトゥットガルト大学）            | 軽量構造、高層建築、透明なファサードシステムの展開に対する顕著な貢献                     | 軽量構造、高層建築、透明なファサードシステムの展開に対する顕著な貢献                     |
| 第12回（2017年） | 作品賞         | 伊藤潤一郎（ARUP）                                        | 太田市美術館・図書館                                                                     | 平田晃久                                                                                 |
| 第12回（2017年） | 作品賞         | 加登美喜子（日建設計）                                    | 熊本県立熊本かがやきの森支援学校                                                         | 日建設計                                                                                 |
| 第12回（2017年） | 作品賞         | 萩生田秀之（KAP） + 喜多村淳（太陽工業）                  | 新豊洲Brilliaランニングスタジアム                                                        | E.P.A環境変換装置建築研究所                                                              |
| 第12回（2017年） | 松井源吾特別賞 | 腰原幹雄（東京大学）                                      | 木質構造デザインの普及・発展に対する顕著な貢献                                           | 木質構造デザインの普及・発展に対する顕著な貢献                                           |
| 第11回（2016年） | 作品賞         | 岡村仁 ＋ 桐野康則（KAP）                                 | 静岡県草薙総合運動場体育館「このはなアリーナ」                                           | 内藤廣                                                                                   |
| 第11回（2016年） | 作品賞         | ローラン・ネイ（Ney & Partners）                          | 三角港キャノピー                                                                         | ネイ＆パートナーズジャパン                                                               |
| 第11回（2016年） | 松井源吾特別賞 | 彦根茂（ARUP）                                            | Arup東京事務所代表としてトータルな構造デザインの実現に果たした永年の貢献                 | Arup東京事務所代表としてトータルな構造デザインの実現に果たした永年の貢献                 |
| 第10回（2015年） | 作品賞         | 柴田育秀（ARUP）                                          | Ribbon Chapel                                                                            | 中村拓志                                                                                 |
| 第10回（2015年） | 作品賞         | 桝田洋子（桃李舎）                                        | 行橋の住宅（JUUL House）                                                                 | 末廣香織 + 末廣宣子                                                                      |
| 第10回（2015年） | 松井源吾特別賞 | 石井一夫（横浜国立大学）                                  | 膜構造デザインの材料・設計法に関する永年の業績                                           | 膜構造デザインの材料・設計法に関する永年の業績                                           |
| 第9回（2014年）  | 作品賞         | 早部安弘（大成建設）                                      | 高崎市総合保健センター・高崎市立中央図書館                                               | 大成建設                                                                                 |
| 第9回（2014年）  | 作品賞         | 森部康司（昭和女子大学）                                  | 熊本県立球磨工業高等学校管理棟                                                           | 高橋晶子 + 高橋寛                                                                        |
| 第9回（2014年）  | 松井源吾特別賞 | 内田祥哉（内田祥哉建築研究室）                            | 構造部材の形態による建築デザインへの貢献                                                 | 構造部材の形態による建築デザインへの貢献                                                 |
| 第9回（2014年）  | 松井源吾特別賞 | 高橋靗一（第一工房）                                      | 構造との融合が図られた一連の建築デザイン                                                 | 構造との融合が図られた一連の建築デザイン                                                 |
| 第8回（2013年）  | 作品賞         | 満田衛資（満田衛資構造計画研究所）                        | 春日丘高等学校創立100周年記念会館                                                        | 井下仁史                                                                                 |
| 第8回（2013年）  | 作品賞         | 村上博昭（日建設計）                                      | 國學院大學3号館                                                                          | 日建設計                                                                                 |
| 第8回（2013年）  | 松井源吾特別賞 | 大森博司（名古屋大学）                                    | 構造形態創生法の開発とその構造デザインへの貢献                                           | 構造形態創生法の開発とその構造デザインへの貢献                                           |
| 第7回（2012年）  | 作品賞         | 向野聡彦（日建設計）                                      | ホキ美術館                                                                               | 日建設計                                                                                 |
| 第7回（2012年）  | 作品賞         | 山田憲明（山田憲明構造設計事務所）                        | 東北大学大学院環境科学研究科エコラボ                                                     | ササキ設計                                                                               |
| 第7回（2012年）  | 松井源吾特別賞 | 小堀徹（日建設計）                                        | さいたまスーパーアリーナやモード学園スパイラルタワーズ等の一連の大規模建築の構造デザイン | さいたまスーパーアリーナやモード学園スパイラルタワーズ等の一連の大規模建築の構造デザイン |
| 第6回（2011年）  | 作品賞         | 大野博史（オーノJAPAN）                                   | Ring Around a Tree (ふじようちえん増築)                                                  | 手塚貴晴 + 手塚由比                                                                      |
| 第6回（2011年）  | 作品賞         | 鈴木啓（ASA）                                             | えんぱーく（塩尻市市民交流センター)                                                      | 柳澤潤                                                                                   |
| 第6回（2011年）  | 松井源吾特別賞 | 和田章（東京工業大学）                                    | 耐震工学の理論・研究から構造デザインの発展への貢献                                       | 耐震工学の理論・研究から構造デザインの発展への貢献                                       |
| 第5回（2010年）  | 作品賞         | アラン・バーデン（ストラクチャード･エンヴァイロンメント） | 熊本駅東口駅前広場上屋                                                                   | 西沢立衛                                                                                 |
| 第5回（2010年）  | 作品賞         | アラン・バーデン（ストラクチャード･エンヴァイロンメント） | キース・ヘリング美術館                                                                   | 北川原温                                                                                 |
| 第5回（2010年）  | 作品賞         | アラン・バーデン（ストラクチャード･エンヴァイロンメント） | 真下慶治記念美術館                                                                       | 高宮眞介                                                                                 |
| 第5回（2010年）  | 作品賞         | 江尻憲泰（江尻建築構造設計事務所）                        | さまざまな構造的アプローチによる作品群                                                   | 隈研吾                                                                                   |
| 第5回（2010年）  | 松井源吾特別賞 | 飯島俊比古（飯島建築事務所）                              | アルミニウム建築構造の普及・発展への貢献                                                 | アルミニウム建築構造の普及・発展への貢献                                                 |
| 第4回（2009年）  | 作品賞         | 佐藤淳（佐藤淳構造設計事務所）                            | 芦北町地域資源活用総合交流促進施設                                                       | 高橋晶子 + 高橋寛                                                                        |
| 第4回（2009年）  | 作品賞         | 篠崎洋三（大成建設）                                      | 代々木ゼミナール本部校代ゼミタワー                                                       | 大成建設                                                                                 |
| 第4回（2009年）  | 松井源吾特別賞 | 山辺豊彦（山辺構造設計事務所）                            | 地域材活用による一連の構造設計と実験活動                                                 | 地域材活用による一連の構造設計と実験活動                                                 |
| 第3回（2008年）  | 作品賞         | 阿蘇有士（川口衞構造設計事務所）                          | 日向市駅舎                                                                               | 内藤廣                                                                                   |
| 第3回（2008年）  | 作品賞         | 小西泰孝（小西泰孝建築構造設計）                          | 神奈川工科大学KAIT工房                                                                   | 石上純也                                                                                 |
| 第3回（2008年）  | 松井源吾特別賞 | 細澤治（大成建設）                                        | しもきた克雪ドームならびに一連のドーム建築物における構造設計                             | しもきた克雪ドームならびに一連のドーム建築物における構造設計                             |
| 第2回（2007年）  | 作品賞         | 斉藤利昭（清水建設）                                      | 東京建設コンサルタント新本社ビル                                                         | 清水建設                                                                                 |
| 第2回（2007年）  | 作品賞         | 橋本和重（STRデザイン）                                   | レイカズン本社ビル                                                                       | 照井信三                                                                                 |
| 第2回（2007年）  | 作品賞         | 清貞信一（清貞建築構造事務所）                            | 一連の鋼板による建築                                                                     | 遠藤秀平                                                                                 |
| 第1回（2006年）  | 作品賞         | 竹内徹（東京工業大学）                                    | 東京工業大学緑が丘1号館レトロフィット                                                    | 安田幸一                                                                                 |
| 第1回（2006年）  | 作品賞         | 徐光（JSD）                                               | aLuminum-House                                                                           | 山下保博                                                                                 |
| 第1回（2006年）  | 作品賞         | J.シュライヒ（Schlaich Bergermann Partner）               | 軽量構造の発展に対する顕著な貢献                                                         | 軽量構造の発展に対する顕著な貢献                                                         |